# Abbéville-la-Rivière
Abbéville-la-Rivière é uma comuna francesa, localizada a cinquenta e nove quilômetros a sudoeste de Paris, no departamento de Essonne na região da Ile-de-France.
Seus habitantes são chamados Abbevillois.

## Geografia

### Transportes e comunicações
- A cidade é servida por:
  - A estrada departamental 12, que atravessa a cidade de oeste a leste.
  - A linha CEAT 10-18.20, que liga Méréville a Étampes[3]

Abbéville-la-Rivière não tem uma estação de trem. A mais próxima é a estação de Saint-Martin-d'Étampes, o terminal de um dos ramais da linha C do RER.

## Toponímia
Em 1793, a comuna foi criada sob o nome de Abbeville sem o acento agudo, aparecido a partir de 1801, no boletim das leis. O determinante complementares la-Rivière foi adicionado em 1901.

## História
Uma inscrição antiga em pedra foi descoberta em 1922 no território da comuna e por muito tempo conservado no presbitério de Méréville, mas não foi capaz de ser descriptografados ainda hoje: ROTATCIDSVLLIRYC.
Em 14 de julho de 1912, durante as festividades, duas crianças da vila foram ceifadas por uma ceifa do desfile local, e o padre que tentou salvá-los teve ambas as mãos decepadas. Ele foi condecorado no ano seguinte com a Ordem do Mérito agrícola.

## Cultura local e patrimônio

### Patrimônio ambiental
As margens do Éclimont e alguns bosques ao redor foram identificados como espaços naturais sensíveis pelo Conselho Geral de Essonne.

### Patrimônio arquitetônico
- Igreja Saint-Julien de Abbéville-la-Rivière.